# Granbergstjärnen (Stensele socken, Lappland)
Granbergstjärnen är en sjö i Storumans kommun i Lappland och ingår i Umeälvens huvudavrinningsområde. Sjön har en area på 0,0895 kvadratkilometer och ligger 540,1 meter över havet.

## Delavrinningsområde
Granbergstjärnen ingår i det delavrinningsområde (723535-156216) som SMHI kallar för Mynnar i Gunnarsjön. Medelhöjden är 503 meter över havet och ytan är 18,16 kvadratkilometer. Det finns inga avrinningsområden uppströms utan avrinningsområdet är högsta punkten. Norviksbäcken som avvattnar avrinningsområdet har biflödesordning 4, vilket innebär att vattnet flödar genom totalt 4 vattendrag innan det når havet efter 260 kilometer. Avrinningsområdet består mestadels av skog (98 procent). Avrinningsområdet har 0,18 kvadratkilometer vattenytor vilket ger det en sjöprocent på 1 procent.